# Dragonfly (Band)

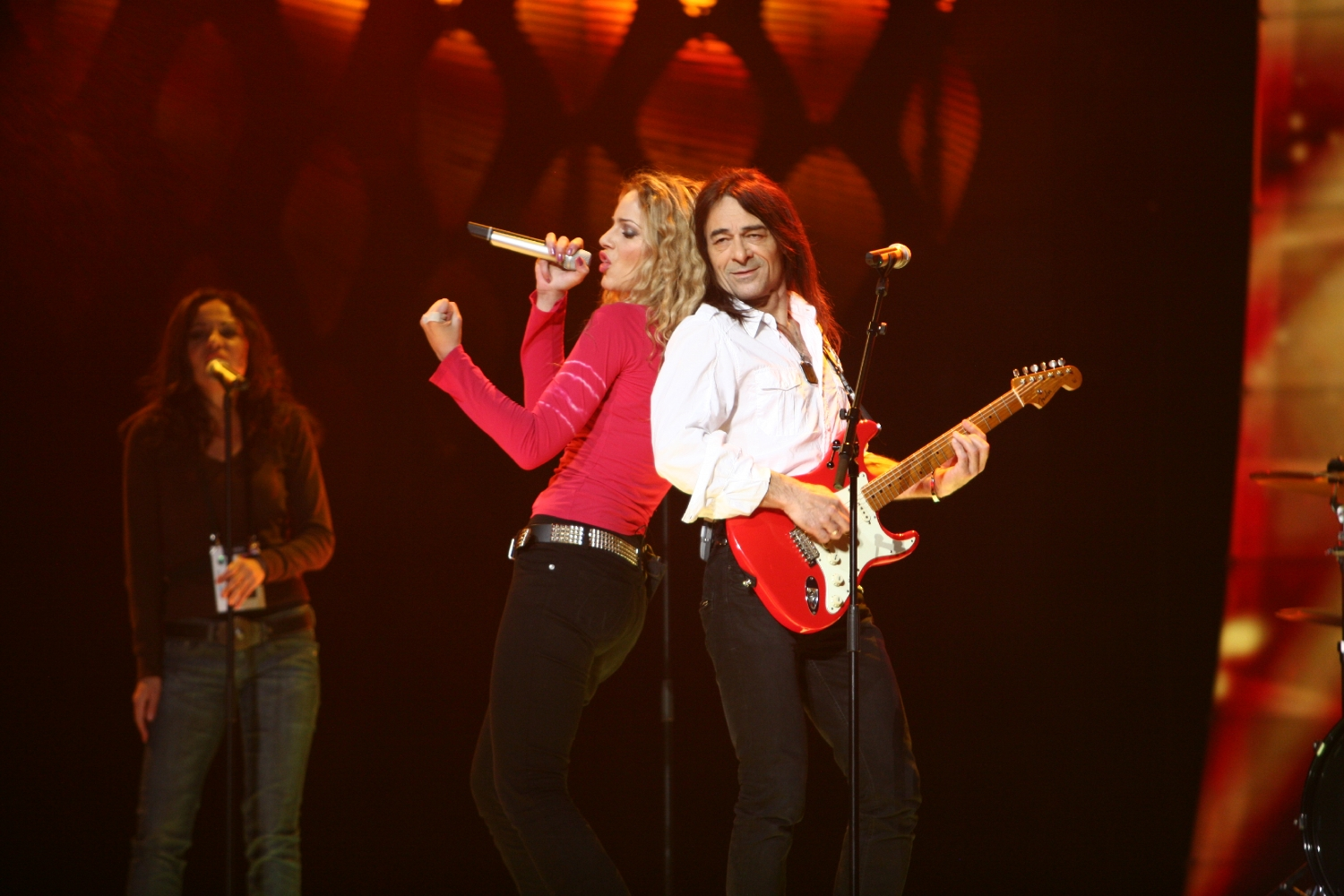
Dragonfly mit Sänger Dado Topić beim Eurovision Song Contest 2007

Dragonfly ist eine kroatische Rockband.

## Werdegang
Zusammen mit Sänger Dado Topić gewannen sie das Festival Dora 2007 und durften so beim Eurovision Song Contest 2007 in Helsinki für ihr Land antreten. Mit dem rockigen Song Vjerujem u ljubav erreichten sie allerdings nur Platz 16 im Semifinale.
Die Mitglieder der Band sind: Drago Vidakovic, Branko Kuznar, Branko Badanjak und die Sängerin Iva Gluhak.